# Serrat de les Forques (Baix Pallars)
El Serrat de les Forques és una serra situada al municipi de Baix Pallars a la comarca del Pallars Sobirà, amb una elevació màxima de 934 metres.